# یل‌پینار (دمیراوزو)
یل‌پینار (به ترکی استانبولی: Yelpınar) (به کردی: Pilûrek) (به ارمنی: Բլրակ) یک منطقهٔ مسکونی در ترکیه است که در دمیراوزو واقع شده‌است. یل‌پینار ۱۰۹ نفر جمعیت دارد.